# Benoît Paire
Benoît Paire (ur. 8 maja 1989 w Awinionie) – francuski tenisista, olimpijczyk z Rio de Janeiro (2016).

## Kariera tenisowa
Zawodowy tenisista od roku 2007.
Zwycięzca trzech turniejów z dziewięciu rozegranych finałów o randze ATP Tour w grze pojedynczej. Mistrz jednego turnieju deblowego z czterech osiągniętych finałów.
W 2016 zagrał w konkurencji gry pojedynczej na igrzyskach olimpijskich w Rio de Janeiro dochodząc do 2 rundy.
Najwyżej w rankingu singlistów na 18. miejscu (11 stycznia 2016), a deblistów na 65. pozycji (8 listopada 2021).

### Finały w turniejach ATP Tour
| Legenda                                      |
| -------------------------------------------- |
| Wielki Szlem                                 |
| Igrzyska olimpijskie                         |
| Tennis Masters Cup / ATP Finals              |
| ATP Masters Series / ATP Tour Masters 1000   |
| ATP International Series Gold / ATP Tour 500 |
| ATP International Series / ATP Tour 250      |

#### Gra pojedyncza (3–6)
| Końcowy wynik | Nr | Data                 | Turniej       | Nawierzchnia  | Przeciwnik            | Wynik finału        |
| ------------- | -- | -------------------- | ------------- | ------------- | --------------------- | ------------------- |
| Finalista     | 1. | 6 maja 2012          | Belgrad       | Ceglana       | Andreas Seppi         | 3:6, 2:6            |
| Finalista     | 2. | 10 lutego 2013       | Montpellier   | Twarda (hala) | Richard Gasquet       | 2:6, 3:6            |
| Zwycięzca     | 1. | 26 lipca 2015        | Båstad        | Ceglana       | Tommy Robredo         | 7:6(7), 6:3         |
| Finalista     | 3. | 11 października 2015 | Tokio         | Twarda (hala) | Stan Wawrinka         | 2:6, 4:6            |
| Finalista     | 4. | 24 września 2017     | Metz          | Twarda (hala) | Peter Gojowczyk       | 5:7, 2:6            |
| Zwycięzca     | 2. | 14 kwietnia 2019     | Marrakesz     | Ceglana       | Pablo Andújar         | 6:2, 6:3            |
| Zwycięzca     | 3. | 25 maja 2019         | Lyon          | Ceglana       | Félix Auger-Aliassime | 6:4, 6:3            |
| Finalista     | 5. | 24 sierpnia 2019     | Winston-Salem | Twarda        | Hubert Hurkacz        | 3:6, 6:3, 3:6       |
| Finalista     | 6. | 18 stycznia 2020     | Auckland      | Twarda        | Ugo Humbert           | 6:7(2), 6:3, 6:7(5) |

#### Gra podwójna (1–3)
| Końcowy wynik | Nr | Data             | Turniej   | Nawierzchnia | Partner                | Przeciwnicy                        | Wynik finału   |
| ------------- | -- | ---------------- | --------- | ------------ | ---------------------- | ---------------------------------- | -------------- |
| Zwycięzca     | 1. | 6 stycznia 2013  | Ćennaj    | Twarda       | Stan Wawrinka          | Andre Begemann Martin Emmrich      | 6:2, 6:1       |
| Finalista     | 1. | 10 stycznia 2016 | Ćennaj    | Twarda       | Austin Krajicek        | Oliver Marach Fabrice Martin       | 3:6, 5:7       |
| Finalista     | 2. | 14 kwietnia 2018 | Marrakesz | Ceglana      | Édouard Roger-Vasselin | Nikola Mektić Alexander Peya       | 5:7, 6:3, 7–10 |
| Finalista     | 3. | 28 lutego 2021   | Córdoba   | Ceglana      | Romain Arneodo         | Rafael Matos Felipe Meligeni Alves | 4:6, 1:6       |